# Fort w Szalejowie Górnym

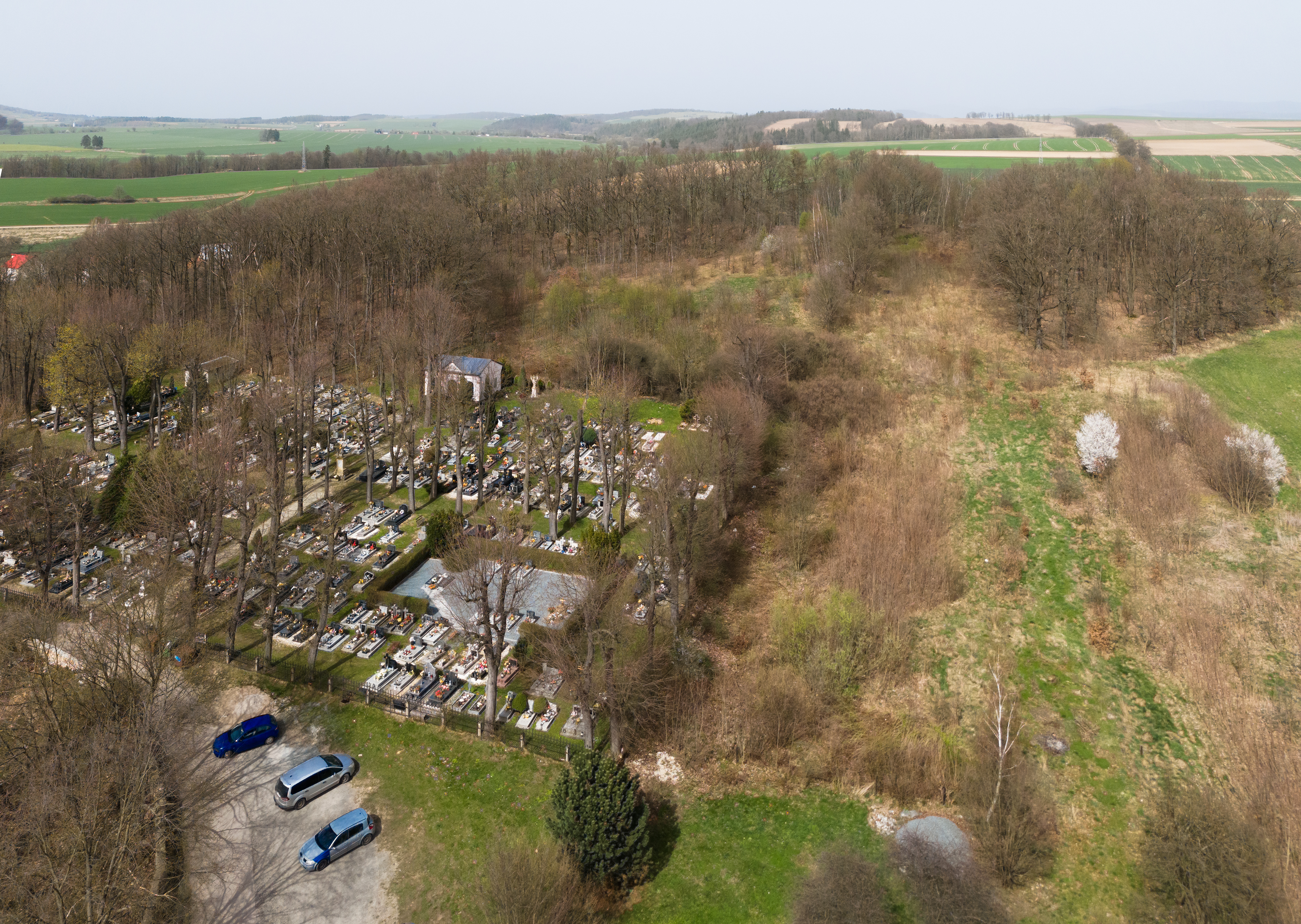
Przypuszczalne miejsce położenia fortu – wzgórze nad cmentarzem

Fort w Szalejowie Górnym (niem. Fort Oberschwedelsdorf) – pruski fort drewniano-ziemny zbudowany na przełomie 1778/1779 w czasie wojny o sukcesję bawarską. Był jedynym fortem ziemi kłodzkiej (poza twierdzami) wykorzystanym w działaniach wojennych.

## Okoliczności powstania fortu
W 1778 wybuchła wojna o sukcesję bawarską, którą z powodu zniszczeń i głodu nazwano „wojną kartoflaną”. Pierwszy krok zrobił król pruski Fryderyk II Wielki, który rozkazał zaatakować Czechy, będące częścią monarchii habsburskiej, właśnie od strony ziemi kłodzkiej. W związku z nadejściem zimy wojska pruskie wycofały się do swoich garnizonów. Przewidując zagrożenie podobnym niespodziewanym atakiem, sami Prusacy postanowili wzmocnić swoją pozycję. W czasie wcześniejszej wojny siedmioletniej przez Szalejów ciągnęły oddziały austriackie, o czym wspomina Fryderyk II w swojej Historii wojny siedmioletniej. Według projektu porucznika-inżyniera Wolfa zbudowano zimą 1778 fort w Szalejowie Górnym, który bardziej miał za zadanie pełnić rolę posterunku obserwacyjnego, a w razie potrzeby związać siły wroga, niż samodzielnie się bronić. Był to w istocie blokhauz, a więc niezbyt wielka ufortyfikowana budowla mogąca odpierać atak ze wszystkich stron. Blokhauz ten był budowlą na planie krzyża, otaczały go fortyfikacje ziemne bronione przez fosę, w której dno wbito drewnianą palisadę, niewidoczną dla wroga.

## Obrona
Fort został zaatakowany przez wojska austriackie pod dowództwem cesarskiego feldmarszałka Dagoberta Sigmunda von Wurmsera 17 stycznia 1779, kiedy to pod osłoną nocy Austriacy w pięciu kolumnach wkroczyli niespodziewanie na ziemię kłodzką. Efektywna obrona Fortu Oberschwedelsdorf przez 60-osobową załogę pod dowództwem kpt. Capellera, która uchroniła przed atakiem twierdzę kłodzką, choć sam fort został poddany – wpłynęły na podjęcie w 1790 decyzji o budowie linii umocnień po wewnętrznej stronie grzbietu Gór Stołowych i Bystrzyckich, do których to fortyfikacji zalicza się: Fort Wilhelma, Fort Fryderyka, fort na Szczytniku, Fort Karola, Baterię nad Pasterką. W kolejnym dziele Memoires de la querre de 1778 (Pamiętniki z wojny 1778), Fryderyk II o obronie Fortu w Szalejowie Górnym napisał z dużym uznaniem. Obrona fortu trafiła do traktatów o sztuce fortyfikacji przechodząc do historii wojskowości, a fort (zniszczony po zdobyciu) stał się wzorem dla wielu późniejszych umocnień w całych Niemczech.